# Tyresö kyrka
Tyresö kyrka är församlingskyrka i Tyresö församling i Stockholms stift. Byggnaden ligger ett hundratal meter nordväst om Tyresö slott i Tyresö kommun. Kyrkan invigdes 9 mars 1641 och den första gudstjänsten som förrättades i kyrkan var byggherren Gabriel Oxenstiernas egen begravning. Tyresö kyrka är ett kyrkligt kulturminne, tillkommen före utgången av år 1939.

## Byggnad

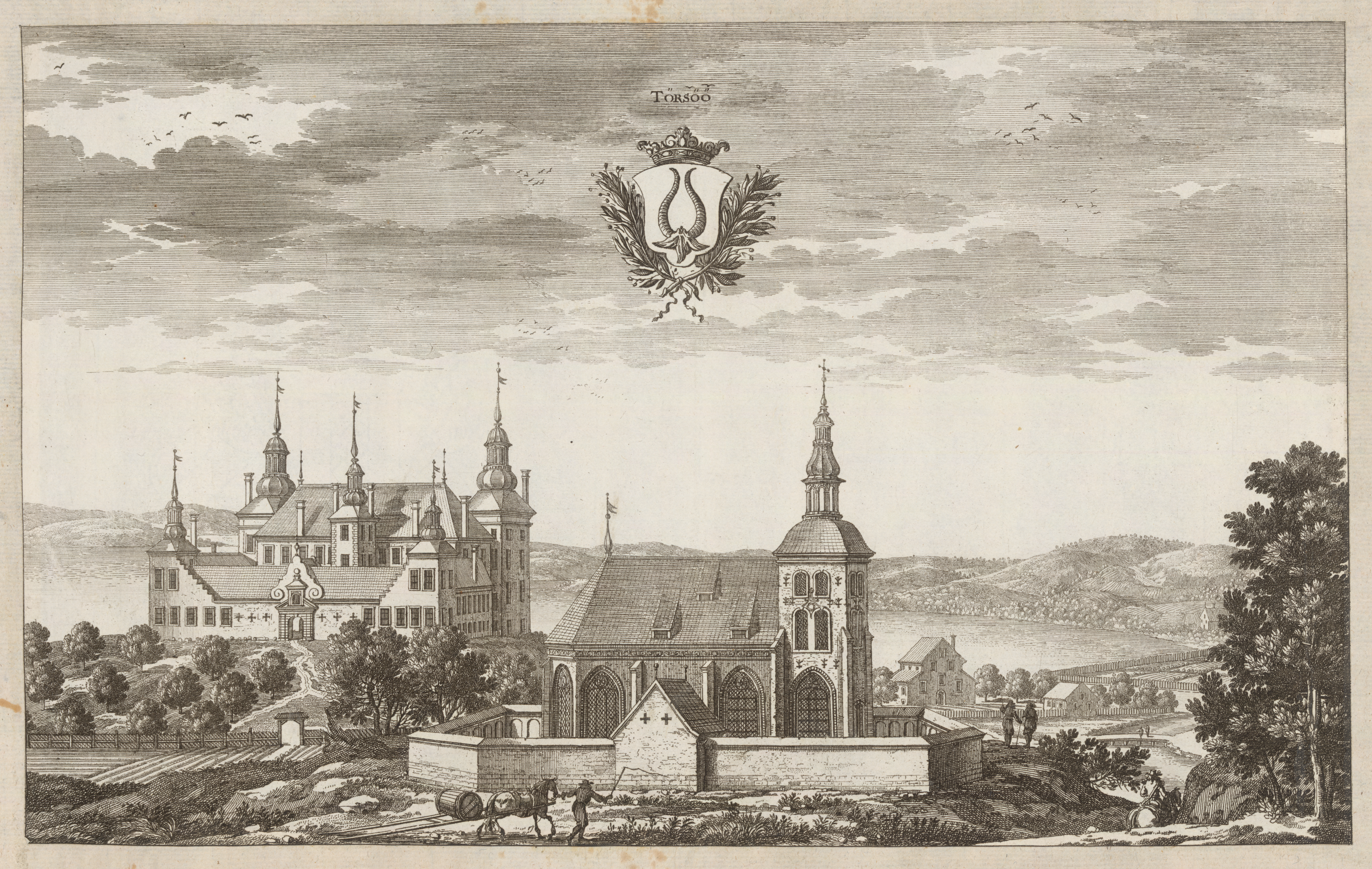
Tyresö slott och kyrka, 1661.

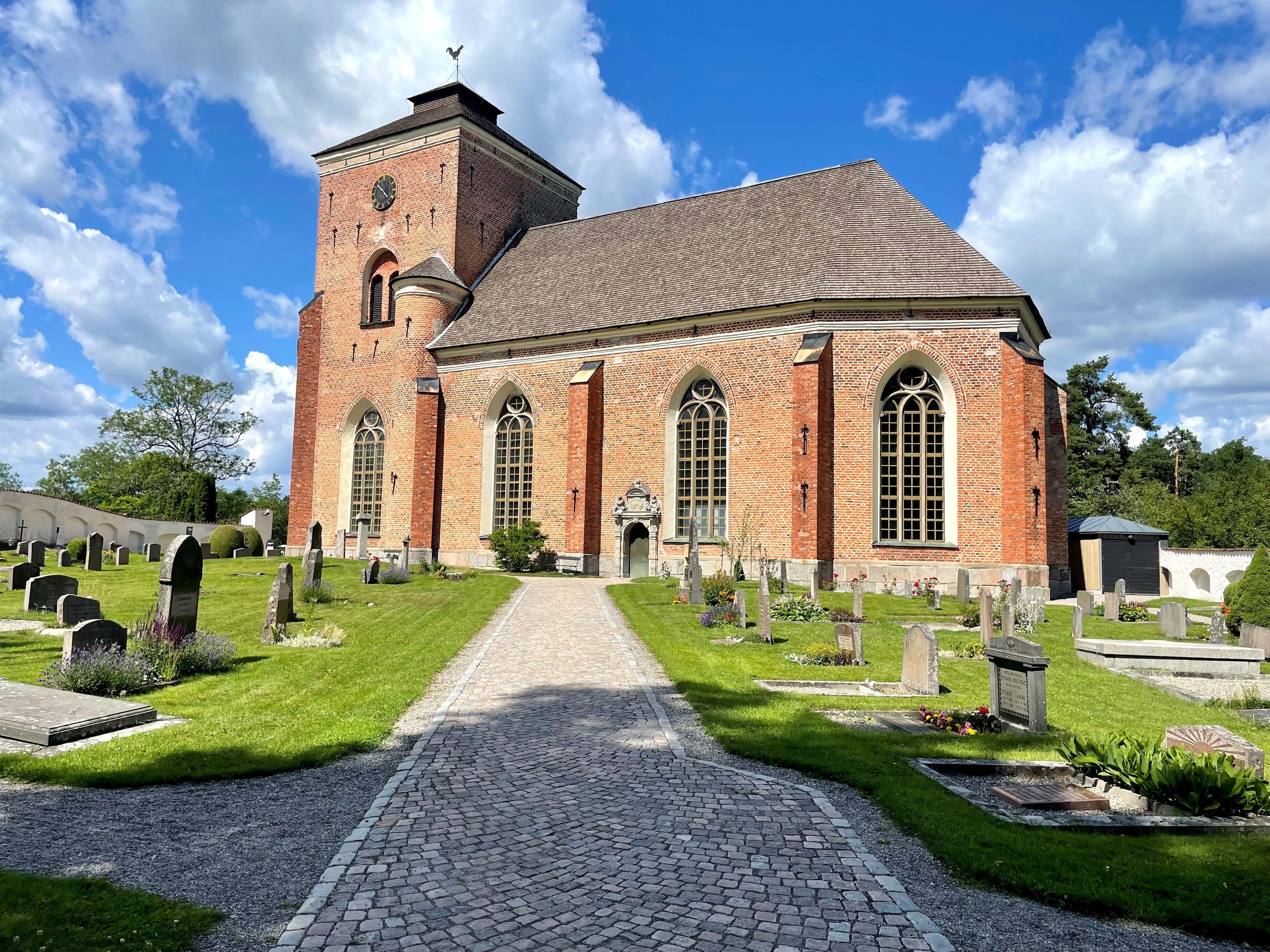
Tyresö kyrka med kyrkogården, 2023

Tyresö kyrka är en så kallad salkyrka, uppförd i rött murtegel och byggd 1638–1640 på uppdrag av Gabriel Oxenstierna. Kyrkan skulle vara gravkyrka för släkten Oxenstierna och samtidigt slottskyrka till det närbelägna Tyresö slott. Arkitekt för kyrkan var murmästare Hans Ferster. Han gav kyrkan höga spetsbågiga fönsteröppningar med spröjsverk i huggen sandsten. Kyrkans golv är mönsterlagt med röda och gråa kalkstensplattor. Kyrkan har två ingångar, huvudingången i väster och en mindre ingång i söder. De stilistiskt besläktade portalerna är troligen huggna av den kände stenhuggarmästaren Jost Henne som var verksam vid bygget 1639–1640 medan den numera försvunna bogårdsportalen åt söder, av vilken endast vapentavlorna bevarats, utfördes av mästaren Didrik Blume 1646.
Byggnaden är en blandning av sengotik och renässans med tornet i väster. 1740 brann tornet och kyrktaket och beroende på bristande ekonomiska förutsättningar återskapades inte tornspiran utan tornet har än i dag ett pyramidformat lågt tak. 1752 års karta visar dock kyrkan med en hög smal spets, troligen det mer beständiga trätak som godsägaren von Düring lät utföra 1746. Nuvarande låga tornform framträder dock på Elias Martins akvarell från omkring 1800. På Erik Dahlberghs illustration från 1661 syns kyrktornets ursprungliga utseende med vulst hög lanternin som kröns av en spetsig spira. År 1933 genomfördes en genomgripande renovering av kyrkan under ledning av arkitekt Erik Fant.
Kyrkan hade en föregångare i det kapell som låg på den gamla, medeltida gårdsplatsen på andra sidan Follbrinkströmmen men traditionen utpekar det gamla stallet nordost om slottet som tillfällig gudstjänstlokal mellan 1628 och 1640. En del av inredningen och inventarierna, däribland den stora altaruppsatsen flyttades sedan till den nya kyrkan. Innan byggnadsarkeologiska fynd eventuellt kommer i dagen i samband med stallbyggnadens reparation får denna tradition anses som osäker. Avståndet till gamla gårdsplatsen är dock betydande. Stallbyggnaden är en relativt rymlig byggnad och har ankarslutar vanliga vid 1600-talets mitt och tidigare runt hela byggnaden. Enligt traditionen skulle den sydöstra delen ha varit en äldre byggnad som 1628–1633 byggdes om till kapell. Barbro Flodin nämner i sin bok om Tyresö kyrka (1979) att byggnaden före 1910 års ombyggnad haft större, upptill rundbågiga fönster och att takstolen som är från byggnadstiden synes vara anpassad för att bära läktarbröstningar i den del som skall ha varit kapellet. Troligen var denna relativt stora stenhusbyggnad, som låg strax väster om trädgårdskvarteren, avsedd för tillbehör till fontäner, krukor med mera samt bostad till "fontänören". Senare inreddes i byggnaden ett stall. Putsavfall som blottar tegelmuren visar att den sydöstra delen är byggd i så kallat blockförband med utstrukna fogar som var vanligt under 1600-talet, medan den nordvästra delen har ett något annorlunda, så kallade kryssförband som börjar förekomma på 1500-talet men som blir vanligare på 1600-talet. Troligen är denna del ej samtida med den andra.

## Interiör
En av kyrkans främsta föremål är predikstolen som tillverkades i Tyresö under åren 1637–1640 av mäster Melcherdt Snickare och är snidat i ljus och mörk ek. I kyrkan återfinns Oxenstiernas gravmonument i marmor med två vilande gestalter som föreställer Gabriel och hans första fru, Märta Bielke. Över ingången till sakristian hänger Gabriel Oxenstiernas epitafium, som är ett krigsbyte från Polen. Den förgyllda träskulpturen innehåller tre tavlor visande Kristi förklaring och Kristi himmelsfärd samt ett porträtt av Gabriel Oxenstierna. Orgeln byggdes år 1842 i Stockholm av Peter Zackarias Strand.

## Orgel
- 1842 byggde Pehr Zacharias Strand, Stockholm en orgel med 8 stämmor, 1 manual och bihängd pedal. Orgeln byggdes om 1932 av Åkerman & Lund, Sundbybergs stad och fick då 18 stämmor, två manualer och pedal.
- Den nuvarande orgeln byggdes 1967 av Åkerman & Lund, Knivsta och är en mekanisk orgel. Fasaden och huvudverkets väderlåda är från 1842 års orgel.

| Huvudverk I     | Svällverk II        | Pedal         | Koppel |
| Principal 8´    | Rörflöjt 8´         | Subbas 16´    | I/P    |
| Gedackt 8'      | Principal 4'        | Pedalflöjt 8´ | II/P   |
| Salicional 8'   | Koppelflöjt 4'      | Oktavbas 4´   | II/I   |
| Oktava 4'       | Waldflöjt 2'        | Fagott 16'    |        |
| Flöjt 4'        | Nasat 1 1/3'        |               |        |
| Quinta 2 2/3'   | Sesquialtera 2 chor |               |        |
| Oktava 2'       | Dulcian 8'          |               |        |
| Mixtur 3-4 chor | Tremulant           |               |        |
|                 | Crescendosvällare   |               |        |

## Omgivningen
Kyrkan är omgiven av en mur från 1646, på murens utsida finns det fästanordningar med gårdsnamn, för att binda hästar när man var i kyrkan. Bogårdsportalen som sannolikt höggs av stenhuggarmästaren D. Blume 1646 revs på 1800-talet. Vapensköldarna har dock bevarats och är numera inmurade i grindstolparna. Cirka 200 meter väster om kyrkan uppfördes åren 2005–2006 ett nytt församlingshem med lokaler för barn- och körverksamhet.

## Bilder

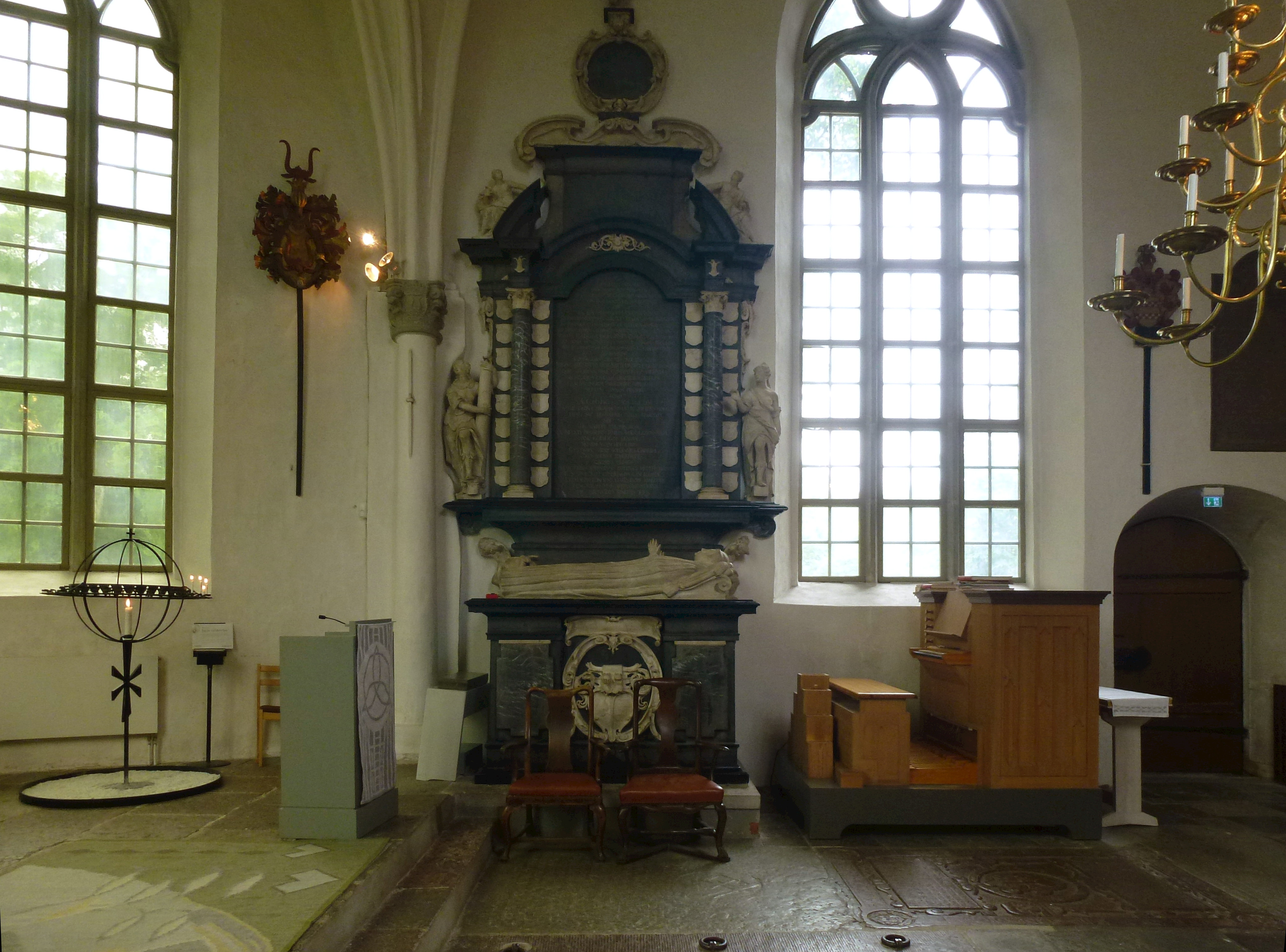
Oxenstiernas gravmonument
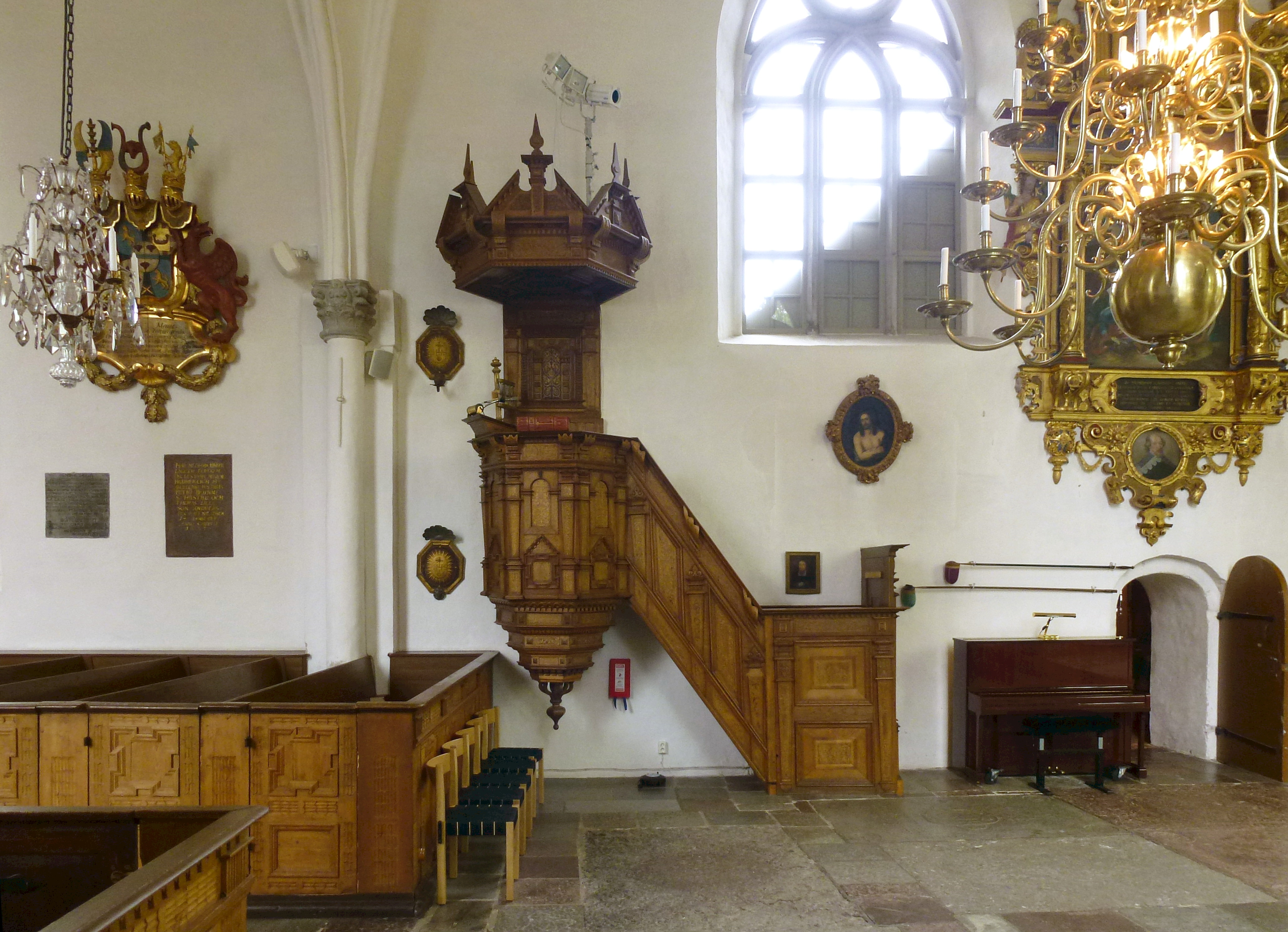
Predikstolen
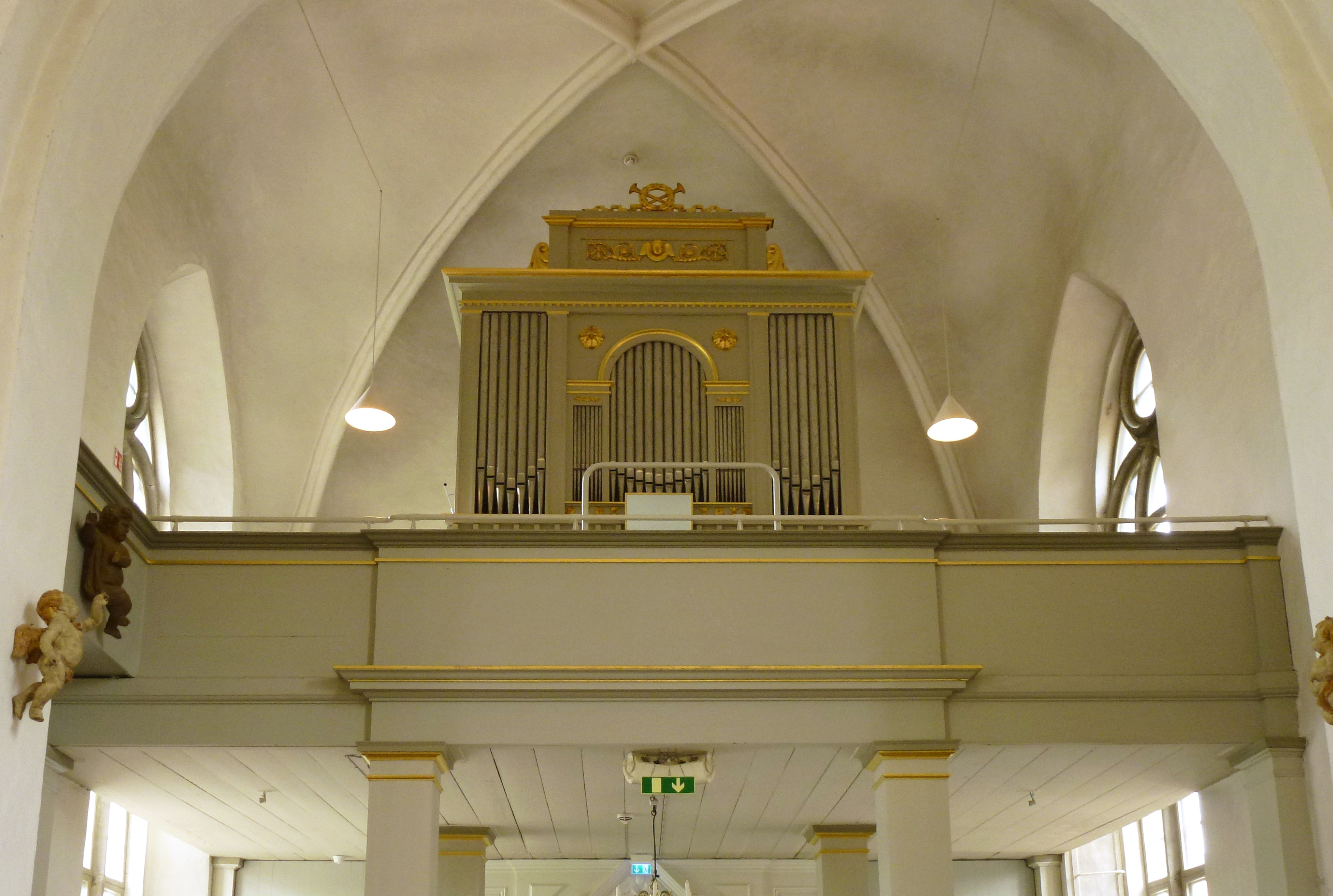
Orgelläktare och orgeln
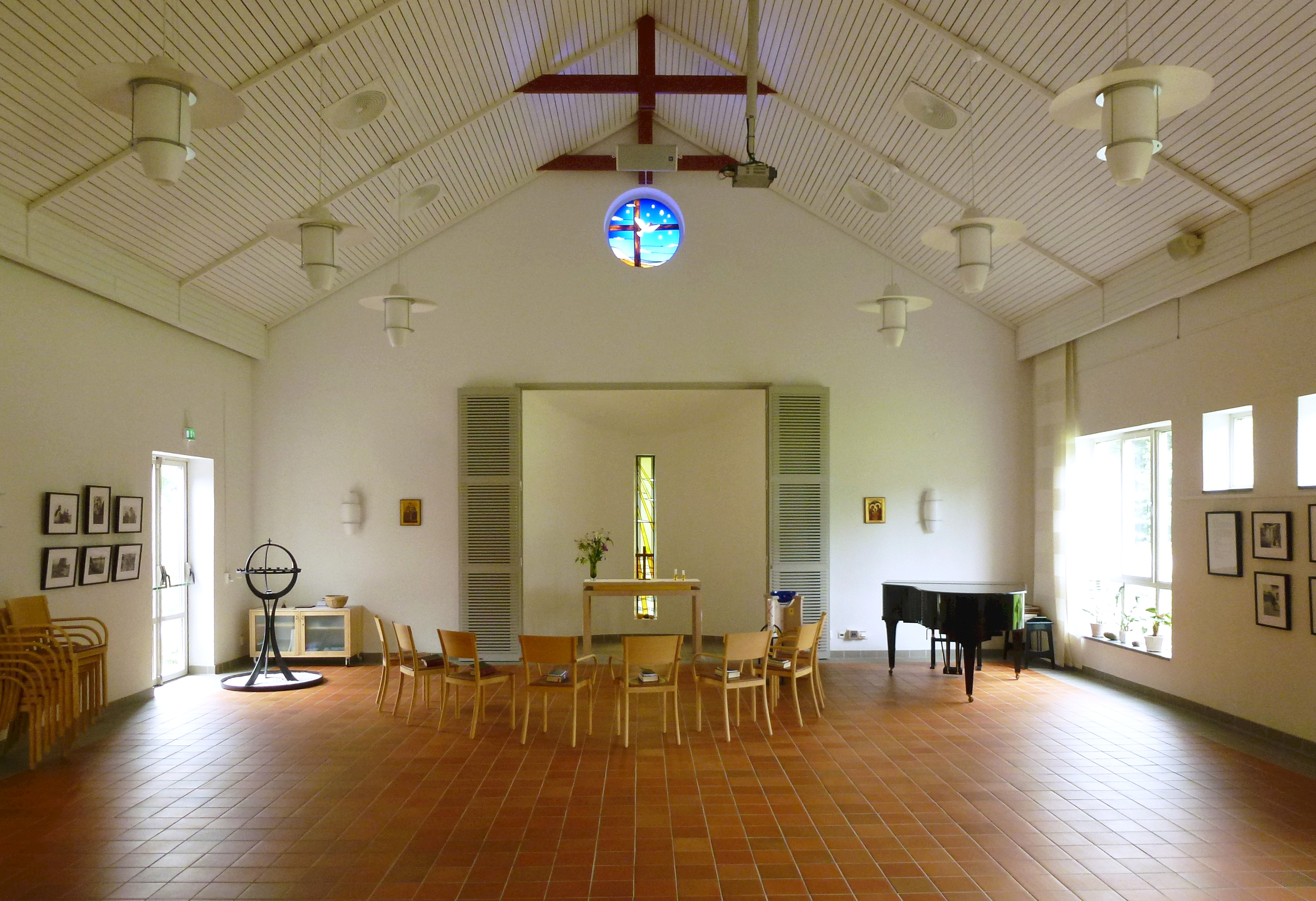
Salen i församlingshemmet